# Uwe Kammann
Uwe Kammann (* 20. Dezember 1948 in Bünde) ist ein deutscher Publizist.

## Biografie
Uwe Kammann studierte Germanistik und Romanistik.
Er war zeitweise am Adolf-Grimme-Institut in Marl tätig.

## Werke
Kammann war an einer Reihe von Buchveröffentlichungen als Autor und Herausgeber beteiligt.
Nach seinem Ausscheiden aus dem Grimme-Institut publiziert er vorwiegend im Online-Kulturportal „FeuilletonFrankfurt“. Zu seinen Schwerpunkt-Themen gehören Architektur, Städtebau und Kunst.

## Auszeichnungen
- 1991: Bert-Donnepp-Preis – Deutscher Preis für Medienpublizistik[2]

## Veröffentlichungen
- Die Schirm-Herren. 12 politische TV-Moderatoren. Kiepenheuer & Witsch, Köln 1989.
- mit Hans-Ulrich Wagner: HörWelten. 50 Jahre Hörspielpreis der Kriegsblinden; 1952–2001, Aufbau-Verlag. Berlin 2001.
- mit Katrin Jurkuhn, Fritz Wolf: Im Spannungsfeld: zur Qualitätsdiskussion öffentlich-rechtlicher Fernsehprogramme; Studie im Auftrag der Friedrich-Ebert-Stiftung, Berlin 2007.
- mit Jochen Hörisch: Organisierte Phantasie: Medienwelten im 21. Jahrhundert – 30 Positionen. Fink, Paderborn, 2014.